# 미첼껑충쥐
미첼껑충쥐(Notomys mitchelli)는 쥐과에 속하는 설치류의 일종이다. 현존하는 노토미스속 종 중에서 가장 크며, 몸무게는 40~60g이다. 저보아나 캥거루쥐처럼 큰 뒷발로 이족보행을 하는 설치류이다. 오스트레일리아 남부 반건조 지대 대부분의 지역에 널리 분포하며, 특히 사우스오스트레일리아 주 에어 반도에서 흔하게 발견된다. 일반적인 서식지는 사구 생태계의 말리나무 관목 지대이다. 현재 멸종위협종으로 간주하지는 않지만 오스트레일리아로의 유럽인 이주가 초래한 서식지 교란과 서식지 파괴 때문에 개체수가 감소하고 있다.
모랫빛 회색을 띠며, 가슴은 희고 아랫배 쪽은 연한 색을 띤다. 꼬리가 길며, 끝 부분은 껑충쥐 특유의 붓꼬리 형태를 띤다. 꼬리 모양은 빨리 움직일 때 균형을 잡는 역할을 하는 것으로 추정된다. 야행성 동물로 낮 동안에는 굴 속에서 시간을 보낸다. 몇 개 안되고 서로 연결된 수직 통로의 굴을 모래 언덕 깊숙히 만든다. 하나의 굴 속에서 나이와 성별 구별없이 최대 8마리의 껑충쥐가 발견된다.
수명은 포획상태에서 최대 5년으로 알려져 있으며, 이것은 오랜 기간 동안 번식 제약을 극복하기 위한 진화 전략으로 추정된다. 껑충쥐속의 다른 종보다 물 부족에 잘 대처할 수 없다는 사실도 발견되었다. 미첼껑충쥐는 물을 절약하기 위해 농축시킨 소변을 보지만, 좀더 건조한 지역에서 서식하는 설치류와는 다른 방식을 사용한다. 미첼껑충쥐의 먹이는 껑충쥐속의 다른 종보다 식물 뿌리 등 식물이 좀더 포함되어 있다. 가뭄 상태에서 포획한 미첼껑충쥐의 위 내용물은 뿌리가 약 85%, 식물 잎이 11%, 씨앗이 4%로 이루어져 있다.